# Canzonissima (Italiaans programma)
Canzonissima was een Italiaans muzikaal televisieprogramma dat door de RAI werd uitgezonden van 1956 tot 1974. Van 1969 tot en met 1974, met de uitzondering van 1971, had de winnaar het recht om Italië het jaar erna te vertegenwoordigen op het Eurovisiesongfestival. Intern werd een ander nummer gekozen om ten gehore te brengen.

## Winnaars
- 1956: Gino Latilla - Mamma e Buon anno, buona fortuna
- 1957: Aurelio Fierro - Scapricciatiello
- 1958: Nilla Pizzi - L'edera
- 1959: Joe Sentieri - Piove (Ciao ciao bambina)
- 1960: Tony Dallara - Romantica
- 1961: Tony Dallara - Bambina bambina
- 1962: Tony Renis - Quando quando quando
- 1964: Claudio Villa - 'O sole mio
- 1965: Gianni Morandi - Non son degno di te
- 1966: Claudio Villa - Granada
- 1967: Dalida - Dan dan dan
- 1968: Gianni Morandi - Scende la pioggia
- 1969: Gianni Morandi - Ma chi se ne importa. Deelnemer op het Eurovisiesongfestival in 1970.
- 1970: Massimo Ranieri - Vent'anni. Deelnemer op het Eurovisiesongfestival in 1971.
- 1971: Nicola di Bari - Chitarra suona più piano.
- 1972: Massimo Ranieri - Erba di casa mia. Deelnemer op het Eurovisiesongfestival in 1973.
- 1973: Gigliola Cinquetti - Alle porte del sole. Deelnemer op het Eurovisiesongfestival in 1974.
- 1974: Wess e Dori Ghezzi - Un corpo e un'anima. Deelnemer op het Eurovisiesongfestival in 1975.